# Raggruppamento del Popolo Guineano
Il Raggruppamento del Popolo Guineano (in francese Rassemblement du Peuple Guinéen) è un partito politico guineano di orientamento socialdemocratico e progressista.
Il capo partito è Alpha Condé, Presidente della Repubblica dal 2010 al 2021.

## Risultati
| Elezione          | Voti       | %          | Seggi    |
| ----------------- | ---------- | ---------- | -------- |
| Parlamentari 1995 | 354.927    | 19,2       | 19 / 114 |
| Parlamentari 2002 | Boicottate | Boicottate | 0 / 114  |
| Parlamentari 2013 | 1.468.119  | 46,26      | 53 / 114 |
| Parlamentari 2020 | 1.591.599  | 55,26      | 79 / 114 |

| Elezione           | Elezione           | Candidato   | Voti       | %          | Esito      |
| ------------------ | ------------------ | ----------- | ---------- | ---------- | ---------- |
| Presidenziali 1993 | I turno            | Alpha Condé | 407.221    | 19,55      | Non eletto |
| Presidenziali 1998 | I turno            | Alpha Condé | 429.934    | 16,58      | Non eletto |
| Presidenziali 2003 | Presidenziali 2003 | Boicottate  | Boicottate | Boicottate | Boicottate |
| Presidenziali 2010 | I turno            | Alpha Condé | 323.406    | 18,25      | Eletto     |
| Presidenziali 2010 | II turno           | Alpha Condé | 1.474.973  | 52,52      | Eletto     |
| Presidenziali 2015 | I turno            | Alpha Condé | 2.284.827  | 57,84      | Eletto     |
| Presidenziali 2020 | I turno            | Alpha Condé | 2.438.815  | 59,50      | Eletto     |